# SIG P210
SIG P210 er en halvautomatisk pistol, som i perioden 1947 - 1975 blev produceret af Schweizerische Industrie-Gesellschaft (SIG) i Neuhausen am Rheinfall i Schweiz. Pistolen var tidligere Forsvarets standardpistol, men blev erstattet af SIG Sauer P320 i 2019.
Pistolen blev udviklet allerede før 2. verdenskrig, men først sat i produktion i 1947, først og fremmest med henblik på brug i den schweiziske hær. Den er kendetegnet ved at være produceret med meget små tolerancer og ved at hoveddelene er fræset ud i ét stykke, hvilket gør den mere præcist skydende end de fleste andre pistoler. Derfor har den fra begyndelsen været meget benyttet af sportsskytter.
SIG P210 blev i 1949 indført i det danske forsvar som personligt våben for officerer, militærpoliti m.fl. Den har officielt betegnelsen Pistol M/49, men kaldes uofficielt oftest 9 mm Neuhausen. En anden stor bruger af pistolen var det tyske Bundesgrenzschutz.
Produktionen ophørte i 1975, da SIG P210 blev afløst af SIG P 220, som nu produceres af firmaet SIG Sauer i Egernførde i Sydslesvig. På firmaets hjemmeside anføres dog, at man i 2010 har genoptaget produktionen i en opdateret udgave kaldet P210 Legend. Denne pistol er primært beregnet til sportsskydning. Fra 2017 vil Sig-Sauer USA producere 2 udgaver af P210 med 5" og 6" løb.